# Чемпіонат України з ралі 1994
Чемпіонат України з ралі 1994 – I чемпіонат з автомобільного ралі за часів незалежної України. Складався з двох етапів, які проходили в Одесі та Херсоні. В чемпіонаті взяли участь 29 перших та 32 других пілоти, які були представниками 5 регіональних автомобільних клубів. Організатором чемпіонату виступала Автомобільна Федерація України (FAU).

## Заліки та нарахування очок

### Особистий залік
Чемпіонат України з ралі 1994 року розігрувався в абсолютному заліку та в чотирьох залікових класах: 7, 8, 9 та 10. В підсумковій таблиці враховувались очки, набрані кожним пілотом на обох етапах. Очки в особистому заліку нараховувались за перші десять позицій на кожному етапі згідно наступної таблиці:
| Місце в заліку | 1  | 2  | 3  | 4  | 5 | 6 | 7 | 8 | 9 | 10 |
| Кількість очок | 20 | 15 | 12 | 10 | 8 | 6 | 4 | 3 | 2 | 1  |

В абсолютному заліку очки нараховувались окремо першим пілотам (водіям) та другим пілотам (штурманам). В залікових класах очки набирали екіпажі – тобто, якщо перший пілот протягом сезону виступав з різними штурманами, всі вони посідали в фінальній турнірній таблиці те місце, яке виборов їхній перший пілот. 
Для того, щоби чемпіонат в кожному окремому заліку було визнано таким, що відбувся, в цьому заліку протягом сезону мали стартувати щонайменше десять пілотів. З урахуванням цього обмеження за підсумками сезону відбулися два заліки: абсолют та клас 9. Тільки в цих заліках переможці отримали офіційний статус Чемпіонів України з ралі.

### Командний залік
Окремо відбувався залік серед клубних команд, кожна з яких представляла окремий автомобільний клуб. До командного заліку йшла сума очок, набраних усіма учасниками команди в абсолютному заліку.

## Календар змагань та переможці етапів
| Дата     | Змагання            | Залік   | Переможці          | Переможці          | Переможці                 |
| Дата     | Змагання            | Залік   | Пілот              | Штурман            | Автомобіль                |
| -------- | ------------------- | ------- | ------------------ | ------------------ | ------------------------- |
| 27-28.08 | Ралі Одеса          | Абсолют | Володимир Чопенко  | Олександр Серопов  | Ford Escort RS Cosworth   |
| 27-28.08 | Ралі Одеса          | Клас 7  | Микола Нікітюк     | Володимир Щербаков | ВАЗ-2108                  |
| 27-28.08 | Ралі Одеса          | Клас 8  | Валентин Марчук    | Вадим Деревицький  | ВАЗ-2108                  |
| 27-28.08 | Ралі Одеса          | Клас 9  | Володимир Чопенко  | Олександр Серопов  | Ford Escort RS Cosworth   |
| 16-18.12 | Ралі Чумацький Шлях | Абсолют | Володимир Петренко | Євген Леонов       | Lancia Delta HF Integrale |
| 16-18.12 | Ралі Чумацький Шлях | Клас 8  | Павло Гайдук       | Сергій Піддубний   | ВАЗ-2108                  |
| 16-18.12 | Ралі Чумацький Шлях | Клас 9  | Володимир Петренко | Євген Леонов       | Lancia Delta HF Integrale |
| 16-18.12 | Ралі Чумацький Шлях | Клас 10 | Павло Шарашидзе    | Віталій Аксьонов   | ГАЗ-2410                  |

## Призери чемпіонату

### Абсолютний залік
| Місце | Пілот              | Місто | Набрані очки на етапах | Набрані очки на етапах | Сума | Результат |
| Місце | Пілот              | Місто | 1                      | 2                      | Сума | Результат |
| ----- | ------------------ | ----- | ---------------------- | ---------------------- | ---- | --------- |
| 1     | Володимир Чопенко  | Київ  | 20                     | 4                      | 24   | 24        |
| 2     | Володимир Петренко | Київ  | 0                      | 20                     | 20   | 20        |
| 3     | Микола Нікітюк     | Одеса | 8                      | 12                     | 20   | 20        |

### Клас 7
Автомобілі з робочим обсягом двигуна до 1300 см. куб. 
| Місце | Пілот           | Місто    | Набрані очки на етапах | Набрані очки на етапах | Сума | Результат |
| Місце | Пілот           | Місто    | 1                      | 2                      | Сума | Результат |
| ----- | --------------- | -------- | ---------------------- | ---------------------- | ---- | --------- |
| 1     | Микола Нікітюк  | Одеса    | 20                     | 0                      | 20   | 20        |
| 2     | Вадим Ясинський | Київ     | 15                     | 0                      | 15   | 15        |
| 3     | Павло Коверга   | Луганськ | 12                     | 0                      | 12   | 12        |

### Клас 8
Автомобілі з робочим обсягом двигуна до 1600 см. куб. 
| Місце | Пілот                | Місто            | Набрані очки на етапах | Набрані очки на етапах | Сума | Результат |
| Місце | Пілот                | Місто            | 1                      | 2                      | Сума | Результат |
| ----- | -------------------- | ---------------- | ---------------------- | ---------------------- | ---- | --------- |
| 1     | Павло Гайдук         | Біла Церква      | 6                      | 20                     | 26   | 26        |
| 2     | Валентин Марчук      | Одеса            | 20                     | 0                      | 20   | 20        |
| 3     | Валерій Разумовський | Дніпродзержинськ | 15                     | 0                      | 15   | 15        |

### Клас 9
Автомобілі з робочим обсягом двигуна до 2000 см. куб. 
| Місце | Пілот              | Місто | Набрані очки на етапах | Набрані очки на етапах | Сума | Результат |
| Місце | Пілот              | Місто | 1                      | 2                      | Сума | Результат |
| ----- | ------------------ | ----- | ---------------------- | ---------------------- | ---- | --------- |
| 1     | Володимир Чопенко  | Київ  | 20                     | 15                     | 35   | 35        |
| 2     | Дмитро Топчій      | Київ  | 15                     | 12                     | 27   | 27        |
| 3     | Володимир Петренко | Київ  | 0                      | 20                     | 20   | 20        |

### Клас 10
Автомобілі з робочим обсягом двигуна до 2500 см. куб. 
| Місце | Пілот             | Місто   | Набрані очки на етапах | Набрані очки на етапах | Сума | Результат |
| Місце | Пілот             | Місто   | 1                      | 2                      | Сума | Результат |
| ----- | ----------------- | ------- | ---------------------- | ---------------------- | ---- | --------- |
| 1     | Павло Шарашидзе   | Херсон  | 0                      | 20                     | 20   | 20        |
| 2     | Леонід Капелюшний | Херсон  | 0                      | 12                     | 12   | 12        |
| 3     | Олексій Терещук   | Житомир | 0                      | 8                      | 8    | 8         |

### Клубні команди
| Місце | Клуб            | Місто  | Набрані очки на етапах | Набрані очки на етапах | Сума | Результат |
| Місце | Клуб            | Місто  | 1                      | 2                      | Сума | Результат |
| ----- | --------------- | ------ | ---------------------- | ---------------------- | ---- | --------- |
| 1     | КРАК "Славутич" | Київ   | 45                     | 48                     | 93   | 93        |
| 2     | Одеський АК     | Одеса  | 36                     | 12                     | 48   | 48        |
| 3     | Херсонський АК  | Херсон | 0                      | 13                     | 13   | 13        |

## Статистика

### Кількість учасників
| Залік    | Перші пілоти | Другі пілоти |
| -------- | ------------ | ------------ |
| Абсолют  | 29           | 32           |
| Клас 7*  | 6            | 6            |
| Клас 8*  | 9            | 11           |
| Клас 9   | 12           | 13           |
| Клас 10* | 5            | 5            |

* – через недостатню загальну кількість учасників класи було визнано такими, що не відбулись.

### Переможці спецділянок
| Пілот              | Виграні СД |
| ------------------ | ---------- |
| Володимир Чопенко  | 5          |
| Володимир Петренко | 5          |
| Андрій Александров | 1          |
| Павло Гайдук       | 1          |
| Олександр Пінчук   | 1          |

## Цікаві факти
- Володимир Чопенко став першим абсолютним чемпіоном України з ралі, виступаючи протягом турніру на двох різних автомобілях – Ford Escort RS Cosworth та Lancia Delta HF Integrale. При цьому обидва вони були підготовлені тим самим німецьким ательє AM Holzer Motorsport[4].

- Чемпіонат 1994 року був єдиним в історії українського ралі, коли автомобілі з робочим обсягом двигуна до 2000 см. куб потрапляли до класу 9, незважаючи на наявність чи відсутність турбокомпресора. Починаючи з наступного сезону 2,0-літрові автомобілі з турбонагнітачами стали, згідно міжнародної класифікації, відносити до класу 12.